# Мужская сборная Швеции по софтболу
Мужская национальная сборная Швеции по софтболу — представляет Швецию на международных софтбольных соревнованиях. Управляющей организацией выступает Федерация бейсбола и софтбола Швеции (швед. Svenska Baseboll och Softboll Förbundet).

## Результаты выступлений

### Чемпионаты Европы
| Год       | Победы         | Поражения      | Место          |
| --------- | -------------- | -------------- | -------------- |
| 1993—2014 | не участвовали | не участвовали | не участвовали |
| 2016      | 0              | 5              | 10             |
| 2018      | 1              | 9              | 11             |
| 2021      | 2              | 7              | 8              |